# Les Aparets
Les Aparets, coves de lo Tallat de les Aparets, coves de la Coma de la Meu, és un conjunt de coves artificials i abrics on es conserven representacions de pintura rupestre protegides com a Patrimoni de la Humanitat en el conjunt de l'Art rupestre de l'arc mediterrani de la península Ibèrica. Es troben al municipi d'Alòs de Balaguer (Noguera) situat a la serra Mosquera, al marge dret del congost del riu Segre tot just davant del castell de Rubió de Sòls, sobre la carretera que porta de Baldomar a Alòs de Balaguer.

## Les Aparets I
Les Aparets I és una cavitat d'uns 2,5 m d'amplada, 4 m de profunditat i 3,5 m d'alçada. Les pintures estan a la zona central, a uns 70 cm i hi ha dues figures. La figura 1 són unes restes, en un estat de conservació dolenta, d'uns 7 cm, de forma arrodonida i de color castany. La figura 2 és un ramiforme, situada a l'esquerra i a un nivell inferior a l'anterior. Fa uns 14 cm, és de color vermell i el seu estat de conservació és dolent.

## Les Aparets II
Les Aparets II és una concavitat situada a la dreta de l'anterior, a uns 10 m. Té una entrada recta que acaba en una volta arrodonida. En ella hi ha 8 figures, entre la que es troba la més espectacular de tot el conjunt. La figura 1 són unes restes verticals d'uns 85 cm, de color vermell i molt mal conservats.

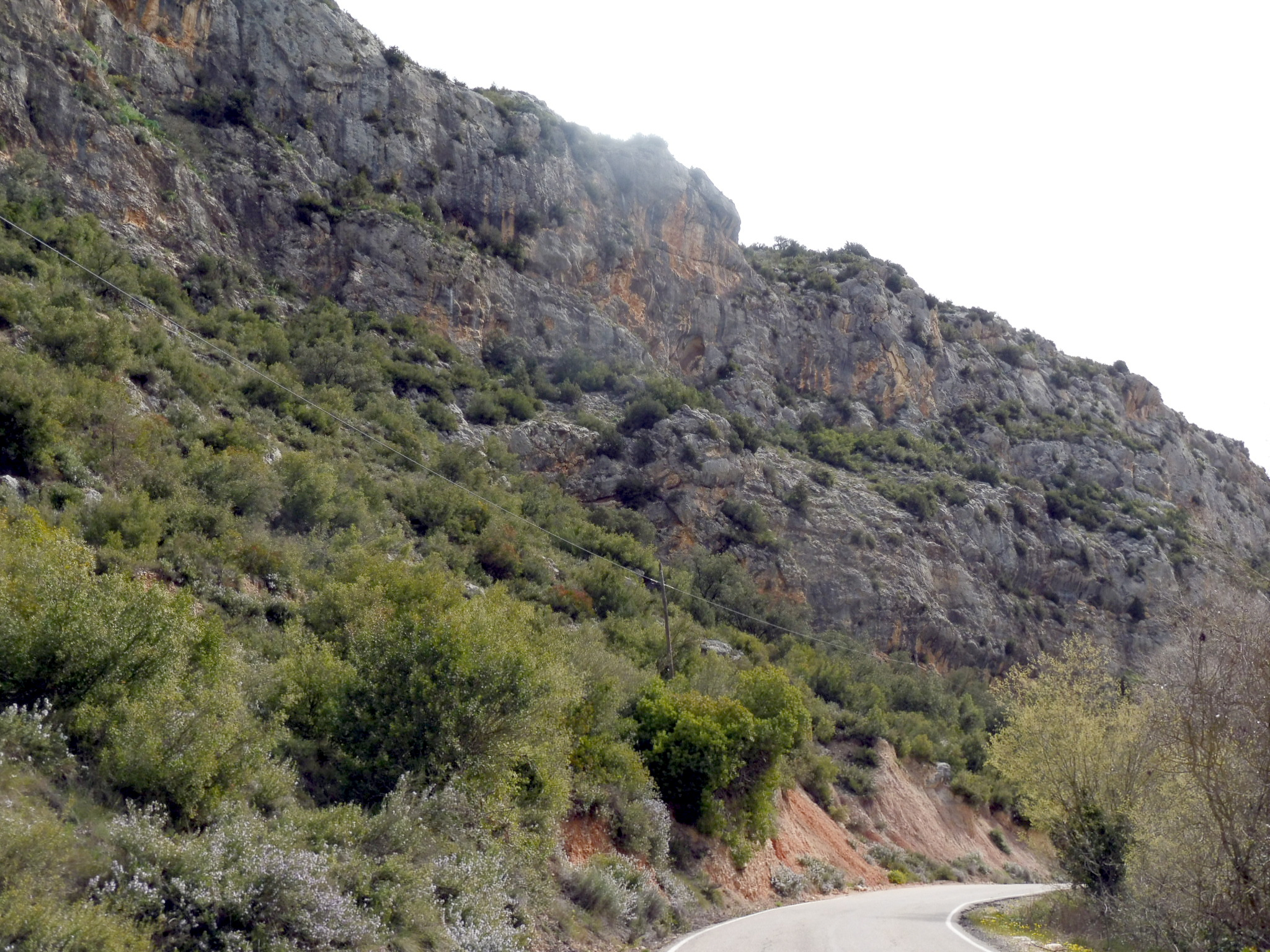
Cinglera de les Aparets

 Estan a la paret esquerra. La figura 2 són unes bandes, també verticals, situades a la dreta de la figura anterior, d'una amplada d'entre 5 i 7 cm i uns 25 cm de llargada. Estan en molt mal estat de conservació i són d'un color ataronjat o vermellós. La figura 3 és una figura circular de color vermell d'uns 7,5 cm amb un estat de conservació dolent. La figura 4 és també un element circular però amb protuberàncies de color vermell, té uns 6 cm i està mal conservada. La figura 5 són uns traços d'uns 24 cm, amb una conservació dolenta i un color rosat. La figura 6 és un ramiforme d'uns 25,5 cm, de color vermell-castany. És la figura més vistosa de tot el conjunt de les Esparets, i el seu estat de conservació el pot qualificar-se de regular. És probable que es tracti d'una representació humana. La figura 7 és també un ramiforme d'uns 14 cm, de color negre, amb un estat de conservació dolent. Està formada per un traç central i altres perpendiculars, quatre a l'esquerra i un a la dreta. També podria representar una figura humana. La figura 8 són unes restes disperses de pigment de color vermell amb una conservació molt dolenta.

## Les Aparets III
Les Aparets III és un abric situat a uns 16 m a la dreta de les Esparets II. En aquest abric hi ha cinc figures representades. La figura 1 són restes de color vermell en un estat de conservació dolent. La figura 2 són també restes de color castany-vermellós, en un estat de conservació dolent, situades a la dreta i sota la figura anterior. La figura 3 està sota la figura anterior, és de color vermell i fa uns 14 cm. Està classificada com un antropomorf, formada per un traç central que és travessat per un altre a manera de braços i un segon de mides inferiors per les extremitats inferiors. Aquesta figura forma part d'un conjunt de tres elements. El seu estat de conservació és acceptable. La figura 4 és també un antropomorf d'uns 15 cm, de color vermell, situada just al costat de la figura anterior. La seva conservació es pot qualificar de regular. La figura 5 és el tercer antropomorf del conjunt, fa uns 14 cm, és de color vermell, i està situada al costat de l'anterior, una mica més elevada. El seu estat de conservació es pot qualificar de bo.

## Les Aparets IV
Les Aparets IV és també un abric, situat a la dreta de les Esparets III, a uns 10 m de distància i en un nivell inferior. Té tres figures. Val a dir que en aquest abric hi ha, prop de les pintures, un grafit gravat sobre la roca, fet amb una pedra o un objecte punxegut, que representa una figura humana. La figura 1 és un antropomorf d'uns 7,5 cm, de color ataronjat-vermellós, en un estat de conservació regular. Conforma un cercle travessat per un traç central que sobresurt pels dos extrems i al superior hi ha un cercle que podria ser el cap. La figura 2 són unes restes de color vermell amb un estat de conservació dolent. La figura 3 són també unes restes de color vermell i uns 5 cm. És un traç central que s'eixampla en la part inferior formant una mitja circumferència.